# 松平乗完
松平 乗完（まつだいら のりさだ）は、江戸時代中期の大名・老中。三河国西尾藩2代藩主。大給松平家宗家12代。官位は従四位下・和泉守、侍従。

## 略歴
西尾藩初代藩主・松平乗祐の五男として誕生。兄・乗孝の早世により嫡子となり、明和6年（1770年）に家督を相続する。幕府では寺社奉行、京都所司代を歴任し、松平定信が老中首座・将軍補佐役に就くと、御三家の推挙により老中に迎えられ、寛政の改革の一翼を担った。
藩財政が窮乏していたため、倹約令を出したほか、藩士に上米、町人に御用金賦課、農民に年貢先納を強制した。和歌・俳諧・絵画・書を嗜むなど多芸であった。
寛政5年（1793年）死去し、跡を長男・乗寛が継いだ。

## 経歴
- 1752年（宝暦2年） 生まれ
- 1769年（明和6年） 西尾藩襲封
- 1787年（天明7年）3月12日 寺社奉行、12月16日 京都所司代
- 1789年（寛政元年）4月11日、老中。
- 1793年（寛政5年）8月15日、在職のまま死去。享年42。

## 系譜
父母
- 松平乗祐（父）
- 堀口氏 ー 側室（母）

正室、継室
- 諏訪忠林の娘（正室）
- 房姫 ー 松平武元の娘（継室）

子女
- 松平乗寛（長男）生母は房姫（継室）
- 松平乗絃
- 松平善長
- 諏訪忠粛正室
- 大給松平乗冬室
- 竹谷松平守誠正室
- 小笠原長知の養女

養女
- 永井尚志の娘 ー 親である尚志の室は乗完の姉妹。